# Поворотный гидродвигатель

Двухпластинчатый поворотный гидродвигатель: фиолетовым цветом показана полость высокого давления, зеленовато-голубоватым — полость низкого давления

Поворотный гидродвигатель — объёмный гидродвигатель с ограниченным поворотным движением выходного звена. Выходным звеном поворотного гидродвигателя может быть его вал или сам корпус.
Чем больше количество пластин, тем больший момент на валу, но тем меньший угол поворота гидродвигателя, и тем меньшая угловая скорость вращения.
Максимальный угол поворота гидродвигателя зависит от числа пластин следующим образом: для однопластинчатого он составляет порядка 270°, для двухпластинчатого — около 150°, для трёхпластинчатого — до 70° . Гидродвигатели с числом пластин, большим четырёх, изготавливают редко .
Момент на валу пластинчатого поворотного гидродвигателя зависит от разности давлений в напорной и сливной гидролиниях, от разницы диаметров ротора и статора, от длины пластин и от числа пластин:
{\displaystyle M=bz\left(p_{1}-p_{2}\right)(r_{1}-r_{2}){\frac {(r_{1}+r_{2})}{2}}=bz\left(p_{1}-p_{2}\right){\frac {r_{1}^{2}-r_{2}^{2}}{2}}}
где:
b — длина пластины,
{\displaystyle p_{1}} и {\displaystyle p_{2}} — давления, соответственно, в полостях высокого и низкого давлений,
{\displaystyle r_{1}} — радиус внутренней поверхности статора,
{\displaystyle r_{2}} — радиус ротора,
z — число пластин.
Управление движением вала поворотного гидродвигателя осуществляется с помощью гидрораспределителя, либо с помощью средств регулирования гидропривода.
Поворотные гидродвигатели применяются, например, в механизмах поворота заслонок, во вращающихся упорах и др.
Вследствие того, что трудно обеспечить надёжное уплотнение пластин, пластинчатые поворотные гидродвигатели применяются только при низких давлениях рабочей жидкости . 
Помимо пластинчатых поворотных гидродвигателей, применяются кривошипно-шатунные  гидравлические поворотные механизмы, а также механизмы с зубчато-реечной передачей.

Поворотный гидродвигатель двустороннего действия с реечно-зубчатой передачей
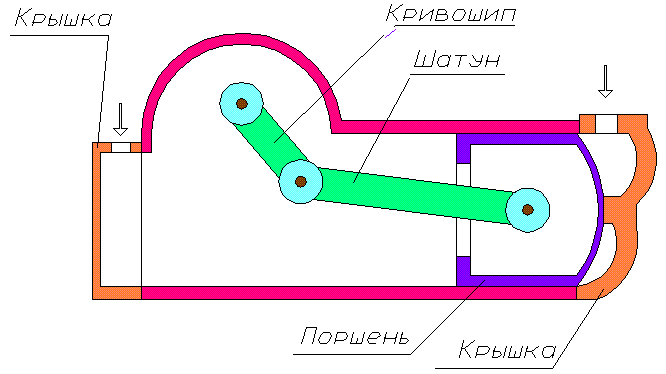
Кривошипно-шатунный гидравлический поворотный механизм

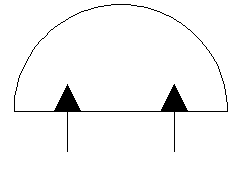
Условное графическое обозначение поворотного гидродвигателя
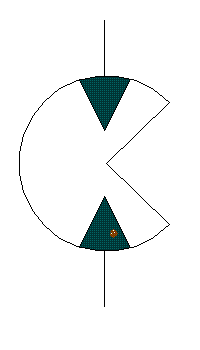
На старых гидросхемах поворотный гидродвигатель обозначался вот так